# AV人権倫理機構
AV人権倫理機構（エーブイじんけんりんりきこう、英: Adult Video Human Rights & Ethics Organization）は、アダルトビデオ（以下、AV）業界の発展と健全化を目的として設立された日本の非営利の任意団体。2024年3月31日を以て活動終了した。

## 概略
2016年3月3日、国際人権NGOのヒューマンライツ・ナウが、AV出演強要に関する人権侵害の調査報告書を発表した。これに端を発し、2017年3月には内閣府男女共同参画会議が民間団体などに聞き取りをした報告書を公表、対策会議が設置され、「被害防止月間」、スカウト取り締まり強化などの緊急対策が決定された。
こうした事態を受け、メーカーと販売業者からなる「特定非営利活動法人知的財産振興協会」、プロダクションの連合「一般社団法人日本プロダクション協会」、AV女優の連合「一般社団法人表現者ネットワーク」（AVAN、2018年解散、その後「AV人権倫理機構外局」として再編成）が手を結び、第三者委員会としてAV業界改革推進有識者委員会を設立。2017年10月1日、後継組織としてその業務を引き継ぎ、AV人権倫理機構が発足した。
AVの業界団体ではなく、「事業者への法務監督を行っている法務実務・研究者の第三者団体」である。理事を務める河合幹雄は、表現規制は歴史的にも規制しやすい場所から目を付けられるため、漫画やビデオゲーム、映画など全般の法律識者有志が集まったと説明。事業者から意見を求められた際に、外から助言する立ち位置であると説明している。手を入れた中で反発と同時に反響があったのは、メーカーAV女優への総ギャラ提示。これを義務付けるまではAV事務所との折半の割合が悪質なものもあったという。時期を同じくして業界ルールとして行われている監視のためのサブカメラ設置は、業界内の自助として始まったことで提言はしていない。
ライターの中村淳彦は機構ができたことについては業界の重い腰を上げさせた、出演被害の激減を実現させたと歓迎しつつ、適正AV外の仕事を規制したことにより、同人AVへの敵対意識が強まるなどの弊害も出たと指摘している。
2024年3月31日を以て活動終了。関係者向けに送付された「AV人権倫理機構　活動終了のお知らせ」によると、同年9月30日を以て「適正AV」の使用を終了することや、知的財産振興協会を改組し適正映像事業者連合会を設立する動きを巡って機構と連合会との間で方針の食い違いがあったことが記されている。機構が行っていた作品の販売停止業務、出演者に対する二次使用料の支払い業務は連合会に引き継がれる予定。

## 沿革
- 2017年4月1日 - アダルトビデオ出演強要問題を受け、第三者委員会としてAV業界改革推進有識者委員会が発足
- 2017年10月1日 - AV業界改革推進有識者委員会の後継組織としてAV人権倫理機構が発足
- 2018年3月26日 - 日本映像ソフト制作・販売倫理機構、第二プロダクション協会が正会員として入会[18]
- 2018年6月11日 - コンピュータソフトウェア倫理機構が正会員として入会[18]
- 2019年6月4日 - 契約書類等の保管、二次利用報酬に関する業務を行うAVANを外局化[19][20]
- 2022年3月23日 - 民法改正に伴う成人年齢引き下げにより「未成年取消権」が使用できなくなり、高校時代からの取り囲み、18歳での出演解禁の増大が懸念される件について、メーカー団体やプロダクション団体など会員に向けて、出演年齢を20歳以上とすることを強く推奨する通達を出した[21]。人権倫通達第2226号ではここ数年の18歳、19歳の出演が0であると公表している[22]。
- 2024年3月31日 - 活動終了[2]。

## 理事
- 代表理事
  - 志田陽子（武蔵野美術大学造形学部教授、日本女性法律家協会副会長、憲法学者）
- 理事
  - 河合幹雄（桐蔭横浜大学教授・副学長、法社会学者）
  - 山口貴士（弁護士・カリフォルニア州弁護士）
  - 歌門彩（弁護士）

## 会員
- NPO法人知的財産振興協会（IPPA）
- 一般社団法人日本プロダクション協会（JPG）
- 一般社団法人日本映像制作・販売倫理機構（JVPS）
- 第二プロダクション協会（SPA）
  - フリー女優連盟[23]
- 一般社団法人コンピュータソフトウェア倫理機構（EOCS、ソフ倫）

## AVAN
2019年6月4日に設置されたAV女優の人権を守り、自由な意思決定でアダルトビデオに出演できる環境を担保する事を目的とするAV人権倫理機構の外局部署。非営利の任意団体。撮影の度に行うアダルトビデオ出演意思確認、重要事項説明チェックシートの発行と保管。事務所と女優間の契約書類等の保管（事務所側の改ざんが起きないよう実演者側である当局が保管する）。二次利用報酬に関する業務を行う。
前身は川奈まり子が代表を務めた一般社団法人表現者ネットワーク（Adult Video Actress & Actors Network）。